# Alexi Laiho
Markku Uula Aleksi Laiho (Espoo, Finska, 8. travnja 1979. – kraj prosinca 2020.) poznatiji samo kao Alexi "Wildchild" Laiho, bio je gitarist, vokalist, skladatelj i tekstopisac melodičnog death metal sastava Children of Bodom, power metal grupe Sinergy i finske punk rock grupe Kylähullut. Osim toga svirao je i u Thy Serpant i Impaled Nazarene, te na jednoj pjesmi za Warmen.
Časopis Guitar World ga je smjestio među 50 najbržih gitarista.

## Životopis
Aleksi je rođen 8. travnja 1979. u finskom gradu Espoo. Njegov prvi glazbeni instrument bila je violina, koju je počeo svirati s 5 godina, sve do 11-te godine kada je zavolio heavy metal kojeg je njegova sestra slušala i počeo svirati gitaru. Pokazalo se da ima najviše talenta upravo za taj instrument. Počeo je ići na satove sviranja gitare na Finskom Pop & Jazz Konzervatoriju, gdje je također počeo svirati i klavir. Na njegov stil je najviše utjecao Roope Latvala iz legendarne finske heavy metal grupe Stone, koji se kasnije pridružio njegovom sastavu. Što se tiče vokala, najviše se ugledao u Phila Anselmaa iz Pantere i Milu Petrozu iz Kreatora.
Rano je počeo osnivati sastave. Prvi je bio T.O.L.K., više pokusni sastav. Nakon njega nastao je Inearhed koji je poslije postao Children of Bodom. Osnovao ga je s bubnjarom Jaska Raatikainen i basistom Samuli Miettinen. Sa 16 godina je prekinuo školovanje kako bi se potpuno posvetio svom sastavu. 1997. je neko vrijeme svirao u black metal sastavu Thy Serpent, ali nije dočekao izdavanje albuma. Kada su Children Of Bodom izdali svoj prvi album Something Wild, svirali su u Rusiji s black metal-sastavom Impaled Nazarene. Poslije turneje, pozvali su ga bude njihov gitarist. On je to prihvatio i svirao s njima do 2001., iako mu je i dalje Children Of Bodom bio matični sastav.
Aleksi je nakon izdavanja Something Wild, kao devetnaestogodišnjak doživio živčani slom. Pokušao se ubiti popivši 30 tableta za uspavljivanje s viskijem. Nasreću, prijatelj ga je brzo našao onesvješćenog i odveo u bolnicu. Nakon oporavka, odlučio je svoj život posvetiti glazbi i svakodnevno je usavršavao svoj stil, što se i osjeti u albumima. Svaki je drugačiji od drugoga.
1999. pristupio je u power metal sastav Sinergy, kojeg je osnovala Kimberly Goss. 2001. je u Sinergy došao Roope Latvala. On i Roope su započeli svoju gitarističku "borbu" za svaku solažu u sastavu. Bila je to borba "učenika protiv učitelja".
Tijekom 2001. i 2002. Alexi je gostovao na nekoliko singlova, "In Heat Of The Night" grupe To/Die/For i na par pjesama grupe Norther. Također je bio co-producent prvog albuma grupe Griffin.
U rujnu 2002. godine je nepoznati lopov ukrao sve njegove Jackson gitare, uključujući i najpoznatiju, s "Wildchild" potpisom. Alexi je u to vrijeme spavao kod prijatelja nakon ludog tuluma nakon uspješnog koncerta. Hitno su mu trebale nove gitare, ali je Fender kupio Jackson, i oni nisu bili u mogućnosti napraviti mu gitaru sljedećih godinu dana. ESP Guitars su mu rekli da mogu napraviti zamjenu za tri mjeseca, pa je Alexi potpisao za njih.
2004. godine Alexi je osnovao novi side projekt, punk rock grupu Kylähullut (prevedeno s finskog "seoski idioti"), zajedno s Tommijem Lillmanom (ex-Sinergy i Vesom Jokinenom (Klamidya). Sastav je osnovan samo radi zabave glazbenika i ima bezbrižan pristup glazbi.
Alexi je svoj život posvetio glazbi, a kad nije na turneji na nekim sastavom, vrijeme provodi igrajući videoigre, opijajući se ili vježbajući na gitari. Omiljeni hobi su mu auti. Otac ga je naučio voziti kad je imao 10. godina. Posjeduje Pontiac Firebird, 1974 Dogde Monaco (registarskih oznaka COB-79) i Buick. U veljači 2002. godine vjenčao se s Kimberly Goss, pjevačicom Sinergy, na privatnoj ceremoniji. Prije toga su hodali 4 godine. 2004. su se rastali, ali i dalje su ostali bliski prijatelji. Alexi je više puta izjavio kako su drugi članovi sastava vjerojatno "jedini prijatelji koje je ikada imao", ili "ti kurvini sinovi nisu moji prijatelji... oni su moja braća". Istetovirao si je "COBHC" (Children Of Bodom Hate Crew) na lijevoj ruci i "HATE" na desnoj kao izraz poštovanja prema Ozzy Osbourne, koji ima tetovažu "OZZY".
Alexi je nekoliko puta bio na naslovnici Young Guitar Magazine i Guitar World časopisa. u sječnju 2005. Rolling Stones je intervjuirao Kirk Hammetta iz Metallica. Na pitanje tko je najbolji gitarist svih vremena, Hammett je odgovorio: "To bio bi ja. Ne, samo se zezam. Rekao bih da je to jedan jedini Joe Satriani ili onaj klinac Alexi! Koju on snagu ima!" 
Nadimak "Wildchild" je iz pjesme sastava W.A.S.P. za kojeg Alexi kaže da je veliki fan. Iako također kaže da je veliki fan svačega. Njegova prva gitara je bila Tokai Stratocaster.
Laiho je preminuo krajem prosinca 2020. godine, nakon komplikacija bolesti s kojom se dugo borio. Vijest o smrti objavljena je početkom 2021. godine.

## Štim gitare
• D Standard (D G C F A D): Hatebreeder, Follow the Reaper i Hate Crew Deathroll (osim dvije pjesme)
• Spušten C (C G C F A D): Hate Crew Deathroll (Sixpounder i Angels Don't Kill), Are You Dead Yet?, Blooddrunk
• C# / Db Standard na Something Wild

## Diskografija

### S IneartheD / Children Of Bodom
Albumi, Demoi, and EP
- Implosion of Heaven - Demo (1994.)
- Ubiquitous Absence of Remission - Demo (1995.)
- Shining - Demo (1996.)
- Something Wild (1997.)
- Hatebreeder (1999.)
- Tokyo Warhearts (Live CD, 1999.)
- Follow the Reaper (2001.)
- Hate Crew Deathroll (2003.)
- Trashed, Lost & Strungout (2004.)
- Are You Dead Yet? (2005.)
- Stockholm Knockout Live - Chaos Ridden Years (Live CD & DVD 2006.)
- Blooddrunk (2008.)
- Hellhounds On My Trail (2008.)

Singlovi
- Children of Bodom (1998.)
- Downfall (1999.)
- Hate Me! (2000.)
- You're Better Off Dead! (2002.)
- Needled 24/7 (7" Single) (2003.)
- In Your Face (2005.)
- Are You Dead Yet? (2006.)
- Trashed, Lost & Strungout (2006.)
- Blooddrunk (2008.)
- Hellhounds On My Trail (12" Single) (2008.)

### Sa Sinergy
Albumi
- Beware the Heavens (1999.)
- To Hell and Back (2000.)
- Suicide By My Side (2002.)

### S Kylähullut
Albumi
- Keisarinleikkaus EP (2004.)
- Turpa Täynnä (2005.)
- Lisää Persettä Rättipäille EP (2007.)
- Peräaukko Sivistyksessä (2007.)

### S Impaled Nazarene
Albumi
- Nihil (2000.)

## Vanjske poveznice
- Children of Bodom Sluzbena Stranica
- Metal Arhiva
- Scythes of Bodom: COBHC Fanpage
- Children Of Decadence - Children of Bodom English Fanpage/Forum & Downloads  Arhivirana inačica izvorne stranice od 22. travnja 2013. (Wayback Machine)